# Saint-Sébastien, Montérégie
Saint-Sébastien är en kommun i provinsen Québec i Kanada. Den ligger i regionen Montérégie, i den sydöstra delen av landet, 200 km öster om huvudstaden Ottawa.